# ريان هودسون
ريان هودسون (بالإنجليزية: Ryan Hodson)‏ هو لاعب اتحاد الرغبي أسترالي، ولد في 10 أكتوبر 1989 في أستراليا.

## وصلات خارجية
- ريان هودسون على موقع ItsRugby.co.uk (الإنجليزية)